# Northlake (Texas)
Pour les articles homonymes, voir Northlake.
Northlake est une ville située au sud-ouest du comté de Denton au Texas, aux États-Unis,.

## Démographie
Lors du recensement de 2010, la ville comptait une population de 1 724 habitants. Elle est estimée, en 2016, à 2 776 habitants.